# Championnat de Singapour de football 2021
Navigation
Saison 2020 Saison 2022
La saison 2021 du Championnat de Singapour de football est la quatre-vingt-neuvième édition de la première division à Singapour, organisée par la fédération singapourienne sous forme d'une poule unique où toutes les équipes rencontrent trois fois leurs adversaires au cours de la saison. Il n'y a pas de relégation puisque les clubs inscrits sont des franchises, à l'image de ce qui se fait dans les championnats australien ou nord-américain.
À l'issue de la saison, le champion se qualifie pour la Ligue des champions de l'AFC, alors que le vainqueur de la Coupe de Singapour obtient son billet pour la Coupe de l'AFC. Néanmoins, la franchise « étrangère » Albirex Niigata ainsi que les Young Lions ne peuvent pas s'aligner en compétition asiatique pour représenter Singapour.

## Déroulement de la saison
Le championnat débute le 13 mars 2021, le DPMM Brunei se retire de la compétition, en raison de problèmes de transport à cause de la pandémie de Covid-19.
Lion City Sailors remporte le titre de champion, c'est le premier titre d'un club local depuis 2014.

## Les clubs participants
- Albirex Niigata
- Balestier Khalsa
- Geylang International
- Home United est renommé Lion City Sailors
- Hougang United
- Tanjong Pagar United FC - nouveau club admis à la place de Warrior FC
- Tampines Rovers
- Young Lions

## Compétition
Le barème de points servant à établir le classement se décompose ainsi :
- Victoire : 3 points
- Match nul : 1 point
- Défaite : 0 point

### Classement final
| Rang | Équipe                  | Pts | J  | G  | N | P  | Bp | Bc | Diff |
| ---- | ----------------------- | --- | -- | -- | - | -- | -- | -- | ---- |
| 1    | Lion City Sailors       | 48  | 21 | 14 | 6 | 1  | 59 | 21 | +38  |
| 2    | Albirex NiigataT        | 46  | 21 | 13 | 7 | 1  | 50 | 19 | +31  |
| 3    | Hougang United          | 34  | 21 | 10 | 4 | 7  | 48 | 40 | +8   |
| 4    | Tampines Rovers         | 27  | 21 | 7  | 6 | 8  | 48 | 51 | -3   |
| 5    | Tanjong Pagar United FC | 22  | 21 | 5  | 7 | 9  | 36 | 49 | -13  |
| 6    | Geylang International   | 20  | 21 | 6  | 2 | 13 | 33 | 52 | -19  |
| 7    | Balestier Khalsa        | 19  | 21 | 5  | 4 | 12 | 34 | 52 | -18  |
| 8    | Young Lions             | 16  | 21 | 4  | 4 | 13 | 26 | 50 | -24  |

|  | Champion de Singapour 2021                                 |
|  | Qualification pour la Ligue des champions de l'AFC 2022    |
|  | Qualification pour la Coupe de l'AFC 2022                  |
|  | T : Tenant du titre C : Vainqueur de la Coupe de Singapour |

- Albirex Niigata et Young Lions ne peuvent participer à une compétition continentale.

## Bilan de la saison
| Championnat de Singapour de football 2021 |                              |
| Champion                                  | Lion City Sailors (3e titre) |
| Coupes et trophées                        |                              |
| Vainqueur de la Coupe de Singapour 2021   | annulée                      |
| Qualifications continentales              |                              |
| Ligue des champions de l'AFC 2022         | Lion City Sailors            |
| Coupe de l'AFC 2022                       | Hougang United               |
| Coupe de l'AFC 2022                       | Tampines Rovers              |
| Promotions et relégations                 |                              |
| Promus en S-League                        | Aucun                        |
| Relégués en NFL Division 1                | Aucun                        |